# 코코아앰
코코아앰은 PC 사이트와 모바일 사이트, 그리고 안드로이드 및 iOS앱까지 사용자 스스로 만들수 있는 온라인 웹앱 솔루션 서비스다.
2011년 12월에 서비스하기 시작하여 현재 60여개 파트너사와 제휴를 맺고 있다.
코코아앰은 코코아와 앰(모바일에서의 엠(M)과, 앱의 중의적 단어)으로 작명했다. 영어로는 cocoam으로 표기한다.